# Réserve naturelle partielle d’Aghien
La réserve naturelle partielle d'Aghien, créée le 8 juillet 2020, est une réserve naturelle située dans le district autonome d'Abidjan, en Côte d'Ivoire. Elle s'étend sur 5 675 ha autour de la lagune d'Aghien.

## Histoire
Face aux fortes pressions anthropiques subi par la réserve d'Aghien, le 8 juillet 2020, le gouvernent ivoirien adopte un décret pour la préservation durable de la forêt périurbaine et la lagune d’Aghien dont dépend la ville d'Abidjan en approvisionnement en eau potable. La réserve est dénommée réserve naturelle partielle de d'Aghien.
La réserve est placée sous la gestion de l'Office ivoirien des parcs et réserve. La pêche de subsistance est autorisée dans la lagune d'Aghien au cœur de la réserves sous certaines réglementations. La réserve regorge une importante réserve en eau douce,.

## Description
Située à Abidjan dans le sud de la Côte d'Ivoire, La réserve naturelle partielle d’Aghien repérée entre 5°20 et 5°30 latitude nord et entre 3°50 et 3°55 longitude ouest. Sa superficie totale est de 5 675 ha.
La réserve est riche en biodiversité, on y rencontre trois principaux types de végétation. La forêt, la savane et des formations hydrophiles des zones marécageuses. Elle abrite 147 espèces d'oiseau dont le Choucador à queue Hylopsar cupreocauda classé comme espèce quasi menacé. Les espèces les plus présentes sont le Tisserin gendarme (Ploceus cucullatus) et le Martinet des palmiers africain (Cypsiurus parvus).
L'hydrographie de la réserve est constitué de la lagune Aghien, s'étendant sur sur 20 km2, alimentée par les affluents des rivières Djibi et Bété, et lié à la lagune Potou,.